# Sergio Campana

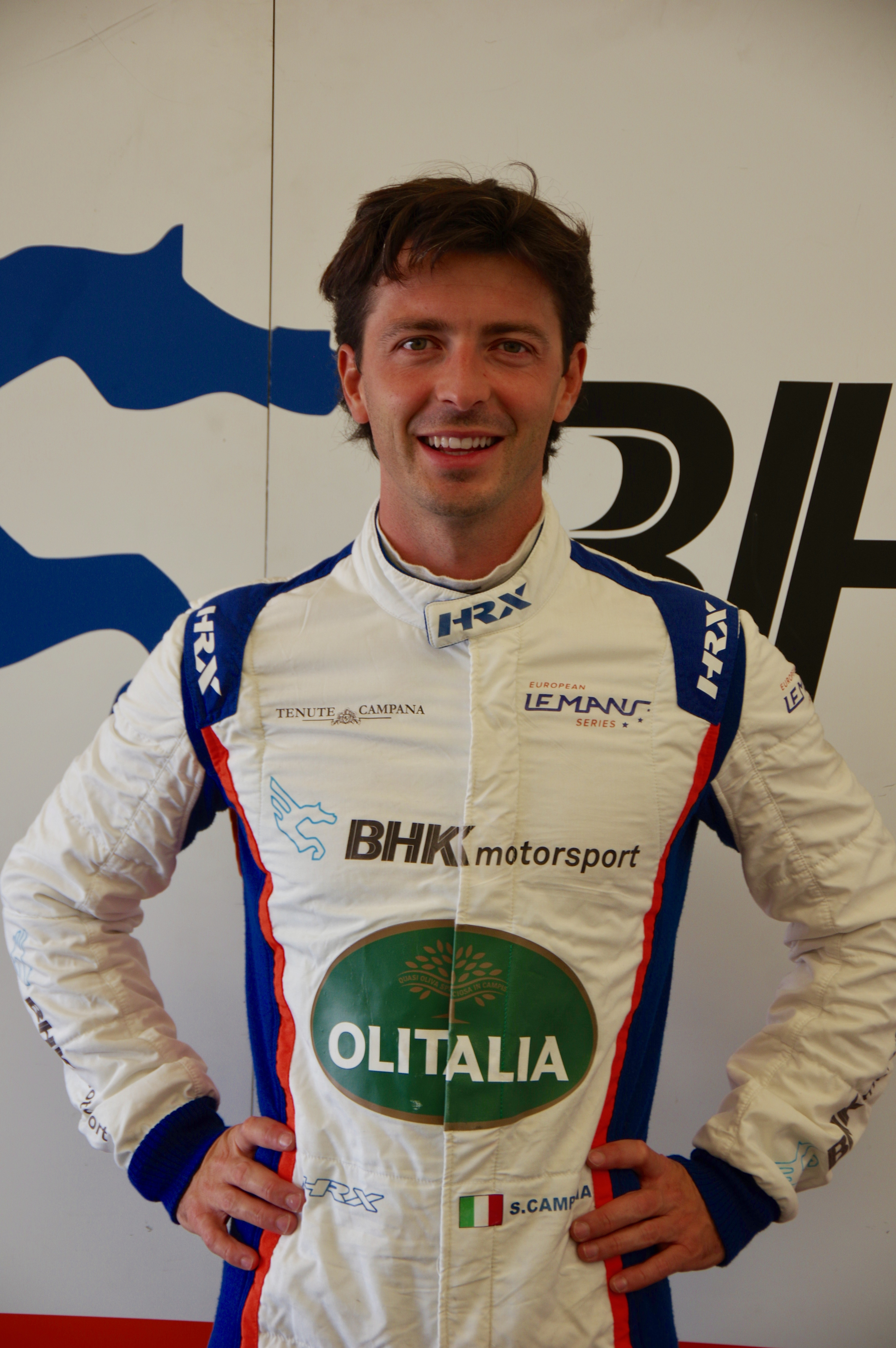
Sergio Campana in 2019

Sergio Campana (Reggio Emilia, 5 juni 1986) is een Italiaans autocoureur.

## Carrière
Campana begon zijn autosportcarrière in het karting in 2003, waar hij tot 2007 actief bleef. In dat jaar debuteerde hij ook in het formuleracing, waar hij als 31e eindigde in de Italiaanse Formule Renault. Daarnaast nam hij ook deel aan enkele races van de Eurocup Formule Renault 2.0.
In 2008 reed Campana in zowel de Italiaanse Formule Renault als de Eurocup Formule Renault. In het Italiaanse kampioenschap werd hij met drie overwinningen vijfde in de stand. Echter, in de Eurocup behaalde hij slechts eenmaal punten, waardoor hij hier als 26e eindigde. Aan het eind van het seizoen nam hij deel aan het winterkampioenschap van de Portugese Formule Renault. Ook hier haalde hij eenmaal punten en eindigde hij als vijftiende in het kampioenschap.
In 2009 stapte Campana over naar de Formule 3, waar hij voor Lucidi Motors in het Italiaanse Formule 3-kampioenschap ging rijden. Hij won drie races en eindigde hierdoor als vierde in het kampioenschap.
In 2010 bleef Campana rijden in de Italiaanse Formule 3 voor Lucidi. Opnieuw won hij drie races, maar eindigde dit keer als vijfde in het kampioenschap, terwijl teamgenoot Stéphane Richelmi als tweede eindigde.
In 2011 stapte Campana binnen de Italiaanse Formule 3 over naar BVM - Target Racing. Hoewel hij dit seizoen slechts twee overwinningen behaalde, werd hij kampioen met 149 punten, 13 punten meer dan Michael Lewis. Als beloning voor deze titel kreeg hij in november een Formule 1-test voor Scuderia Ferrari.
In 2012 stapte Campana over naar de Auto GP bij het Team MLR71, met zijn teambaas Michele la Rosa als teamgenoot. In zijn derde raceweekend op het Stratencircuit Marrakesh won hij de eerste race. Na het vijfde raceweekend verloor hij echter zijn zitje bij MLR71, waarna hij bij Euronova Racing en Zele Racing de laatste twee raceweekenden reed. Uiteindelijk eindigde hij als zesde in het kampioenschap.
In 2013 bleef Campana in de Auto GP rijden, maar stapte hij over naar het nieuwe Ibiza Racing Team. Hij had lange tijd een kampioenschapsgevecht met Kimiya Sato waarbij hij drie overwinningen behaalde, maar met nog één raceweekend te gaan staat hij derde in het kampioenschap achter Vittorio Ghirelli en Sato. Ook reed hij tijdens de ronde op het Autodromo Nazionale Monza zijn eerste weekend in de GP2 Series voor het team Trident Racing, als vervanger van Ricardo Teixeira.
In 2014 stapte Campana over naar het nieuwe landenkampioenschap Formula Acceleration 1, waar hij in het eerste raceweekend voor het Acceleration Team Frankrijk en later voor het Acceleration Team Portugal uitkwam. Hij behaalde zijn eerste podiumplaats op de Nürburgring, waar hij als derde eindigde achter Mirko Bortolotti en Richard Gonda. Tevens was hij vanaf de ronde op Monza bij het team Venezuela GP Lazarus de vervanger van Conor Daly in de GP2.